# Grund (Solingen)
Grund ist eine Ortslage in der bergischen Großstadt Solingen.

## Geographie
Die Ortslage Grund befindet sich im westlichen Teil des Stadtteils Gräfrath unmittelbar an der Stadtgrenze zu Wuppertal-Vohwinkel. Sie befindet sich nördlich von Eipaß und Blumental sowie östlich von Fürkeltrath. Südlich verläuft die ehemalige Bahnstrecke Solingen–Wuppertal-Vohwinkel, die heute als Radwanderweg genutzte Korkenziehertrasse. Der Ort befindet sich mit nur wenigen Wohnhäusern an der nach ihm benannten Straße Grund, die von der Eipaßstraße abzweigt.

## Etymologie
Der Ortsname kommt mehrfach in Solingen vor. Er deutet auf die geografische Lage des Ortes im Tal hin. Die ursprüngliche Besiedlung des Gräfrather Grunds erfolgte im Grund, also am Ufer des Pißbachs, einem Quellbach der Itter. Die Flurbezeichnung lässt sich bis in das frühe 19. Jahrhundert zurückverfolgen.

## Geschichte
Die Ortslage Grund entstand vermutlich zu Beginn des 19. Jahrhunderts. Die Topographische Aufnahme der Rheinlande von 1824 zeigt an der Stelle des Ortes einen kleinen unbeschrifteten Siedlungsbereich. Die Preußische Uraufnahme von 1844 verzeichnet den Ort als Pisbach, in der Topographischen Karte des Regierungsbezirks Düsseldorf von 1871 ist der Ort jedoch nicht verzeichnet. Die Preußische Neuaufnahme von 1893 verzeichnet den Ort als Grund.
Das Amtsblatt für den preußischen Regierungsbezirks Düsseldorf gibt für das Jahr 1850 in einem Ortschaftsverzeichnis der Hypothekenamtsbezirke an, dass im Ort ein Wirthshaus bestand. Der Ort wird dort unter dem Namen Grund (Pisbach) geführt. Die Gemeinde- und Gutbezirksstatistik der Rheinprovinz führt den Ort 1871 mit drei Wohnhäusern und elf Einwohnern auf. Im Gemeindelexikon für die Provinz Rheinland werden 1885 zwei Wohnhäuser mit 14 Einwohnern angegeben. 1895 besitzt der Ortsteil zwei Wohnhäuser mit 15 Einwohnern, 1905 werden drei Wohnhäuser und 15 Einwohner angegeben.
Im Jahre 1887 wurde direkt am Ort vorbei die Bahnstrecke Solingen–Wuppertal-Vohwinkel trassiert. Mit der Städtevereinigung zu Groß-Solingen im Jahre 1929 wurde Grund ein Ortsteil Solingens. Mitte der 1990er Jahre wurde am Ort vorbei der neue Zubringer zur Autobahn 46, die Straße Roggenkamp, angelegt. Das Gebiet wird heute auch als Nordpol bezeichnet, nach einer ehemals dort befindlichen Gaststätte. Dieser Name zielt auf Lage des Ortes im Norden des Solinger Stadtgebiets ab. Den Namen Nordpol trägt auch eine Bushaltestelle der Stadtwerke Solingen am Grund.